# It Happened in Paris
It Happened in Paris (Português: Aconteceu em Paris) é um filme de romance britânico de 1935, feito em Ealing Studios, dirigido por Carol Reed e Robert Wyler, estrelado por John Loder, Nancy Burne e Esme Percy. Filho de um milionário viaja para a França para estudar arte e apaixona-se em Paris. É baseado na peça L'Arpete de Yves Mirande.

## Elenco
- John Loder - Paul
- Nancy Burne - Jacqueline
- Edward H. Robins
- Esme Percy - Pommier
- Lawrence Grossmith - Bernard
- Dorothy Boyd - Patricia
- Jean Gillie - Musette
- Bernard Ansell - Simon
- Paul Sheridan - Baptiste
- Warren Jenkins - Raymond
- Cosmo Kyrle Bellew - Ernestine
- Margaret Yarde - Marthe muito paia